# فرضیه

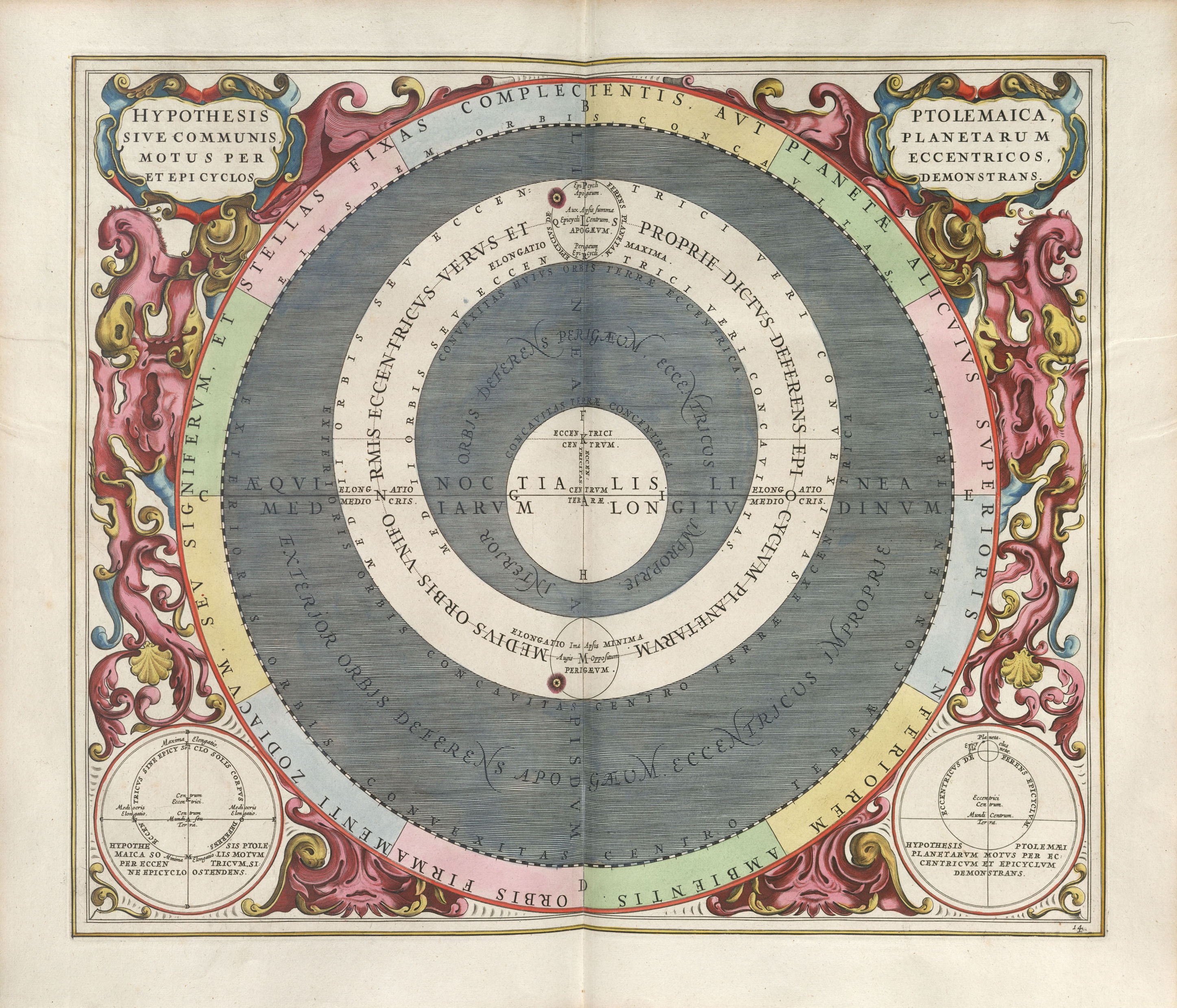
فرضیهٔ آندریاس سلاریوس، که حرکت سیاره‌ها را در مدارهای برون‌مرکزی: (خروج از مرکز مداری)، و اپی‌سیکلی: (دایره‌ای با مرکزی چرخان روی پیرامون دایره‌ای دیگر)، نشان می‌دهد.

فَرضیه یا اَنگاره (به انگلیسی: Hypothesis) یک توضیح پیشنهادی برای یک پدیده یا رخداد است؛ به گونه‌ای دیگر باید گفت که فرضیه یک حدس منطقی و آزمایش‌پذیر (آزمودن فرضیه با دیگر دانسته‌ها) مبتنی بر پدیده‌هایی است که در جهانِ طبیعت مشاهده می‌کنید.
در تعریفی دیگر، فرضیه، به فرضی گفته می‌شود که به عنوان یک توضیح قابل آزمایش مطرح می‌شود و پایهٔ تحقیقات بعدی را تشکیل می‌دهد. معمولاً تشکیل یک فرضیه، نخستین گام در حل مسئله و شرح یک پدیده است.
یک فرضیهٔ علمی چه اثبات شده باشد و چه نباشد، نباید عنوان شود که تنها یک فرضیه است زیرا فرضیه‌های علمی پایه و اساس روش‌های علمی هستند.
برای درکی بهتر از فرضیهٔ علمی، ضروری است که نخست دانسته شود که عملکرد روش علمی چیست و چگونه کار می‌کند: پس از تولید مشاهدات گوناگون در ارتباط با یک پدیده طبیعی و فرمول‌بندی و استخراج یک سؤال دربارهٔ چگونگی (و نه چیستی) آن پدیده، دانشمندان باید بتوانند فرضیه‌ای برای آن تولید کنند که به‌صورت بالقوه، پاسخی برای آن سؤال و مشاهدات باشد. سپس آن‌ها  پیش‌بینی‌های آزمایش‌پذیری را از داخل آن فرضیه که پاسخ احتمالیِ چگونگی آن پدیده است استخراج کرده و آن را بارها و بارها آزمایش می‌کنند و داده‌ها را تحلیل و آنالیز کرده و می‌سنجند. پس از انجام این مراحل، آن‌ها در نهایت می‌توانند اعلام کنند که آن فرضیه درست است یا نادرست. حتی پس از آن نیز آن فرضیه نیاز دارد که بارها و بارها آزمایش شود و آزمایش‌های مکرر توسط دانشمندان مختلف روی آن انجام شود تا بتواند به صورت عمومی توسط مجامع علمی به عنوان یک فرضیهٔ قابل قبول پذیرفته شود.
شاید یک مثال بتواند شرحی کامل‌تر از فرضیهٔ علمی ارائه دهد. تصور کنید که هر روز که از خواب بیدار می‌شوید، مشاهده می‌کنید که زباله‌دان شما واژگون شده و زباله‌ها ناخواسته در اطراف حیاط پخش شده‌اند. شما فرضیه‌ای می‌سازید که گربه‌ها مسئول این پدیده هستند. برای آزمایش این فرضیه، شاید نیاز باشد که شما یک شب یا چندین شب را بیدار بمانید تا گربه‌ها را زیر نظر بگیرید تا در نهایت نتیجه‌گیری کنید که آیا فرضیهٔ شما درست است یا نادرست. اما شاید با وجود بیدار ماندن شما و مشاهده گربه‌ها طی هزار شب، در شب هزار و یکم توفان عامل این پدیده باشد. یا ممکن است عامل این پدیده تنها در خانهٔ شما گربه‌ها باشند. پس نیاز به مشاهده‌ها و آزمایش‌های گوناگون فارغ از زمان و مکان مشخص و توسط افراد مختلف است تا صحت یک فرضیه تأیید یا رد شود.
مثال فوق نشان می‌دهد که چرا فرضیات مبتنی بر شبه علم، فرضیات علمی محسوب نمی‌شوند (و قطعاً نظریه‌های علمی هم نیستند). زیرا چیزی برای مشاهده آن‌ها وجود ندارد. و همچنین چیزی برای آزمایش هم وجود ندارد. به‌طور مثال عقیده وجود خدا یا جاودانگی روح، خارج از محدودهٔ طبیعی و در نتیجه خارج از محدوده علم است.
علی دلاور از زبان ون دالن (۱۹۷۳) می‌گوید فرضیه همانند نورافکن پرقدرتی است که راه را برای پژوهشگر روشن می‌کند.

## تفاوت فرضیهٔ علمی با نظریهٔ علمی و قانون علمی
بر اساس یک باور غلط، بسیاری از مردم به اشتباه تصور می‌کنند که نظریه علمی همان فرضیه علمی است که پیشرفت کرده و بهتر شده و تبدیل به نظریه شده‌است 
وجه تمایز نظریه‌های علمی و فرضیه‌های علمی  در آن است که فرضیه‌های علمی، برآورد و تخمین حاصله از یک پدیده تجربیِ آزمایش‌پذیر و محدود هستند و اگر چه که امری علمی و قدرتمند می‌باشند اما توضیح جامع و ذهنی ارائه نمی‌کنند. همچنین وجه تمایز نظریهٔ علمی با قانون علمی در آن است که قوانین علمی، توضیحی محدود و نه جامع از نحوهٔ رفتار طبیعت در شرایط خاص ارائه می‌کنند.
طبق گفتهٔ دانشگاه کالیفرنیا، "فرضیه‌ها، نظریه‌ها و قوانین همانند سیب، پرتقال و گلابی‌ها هستند. نمی‌توانند به یکدیگر رشد یابند و تبدیل شوند، مهم نیست که چه مقدار کود و آب به پای آنها داده شود." یک فرضیهٔ علمی، شرح و برآورد و تخمینی محدود از یک پدیده است بدون توضیح دربارهٔ علت و چرایی آن؛ یک نظریهٔ علمی توضیحی عمیق و ذهنی از مجموعه‌ای از پدیده‌های مشاهده شده و مرتبط است که به علت و چرایی آن‌ها می‌پردازد.
بنابراین یک نظریهٔ علمی شامل یک یا چند فرضیه هستند که این فرضیه‌ها توسط آزمایش‌های مکرری پشتیبانی می‌شوند. نظریه‌ها، قله‌های علوم هستند و صحت آن‌ها به‌طور گسترده در مجامع علمی پذیرفته شده‌اند.
اما نظریه‌ها به‌طور مستقیم آزمایش‌پذیر نیستند. پس اثبات‌پذیر نیستند. نظریه‌ها تنها تأیید یا رد و ابطال می‌شوند. آنچه که یک نظریه را تأیید یا رد می‌کند، فرضیه‌هایی است که از پس آن نظریه تولید می‌شود و به‌طور مستقیم مورد آزمایش قرار می‌گیرند. ابطال یا اثبات یک فرضیه، موجب رد یا تأیید یک نظریه می‌شود.

## نظریه گرانش و نقش فرضیه در آن

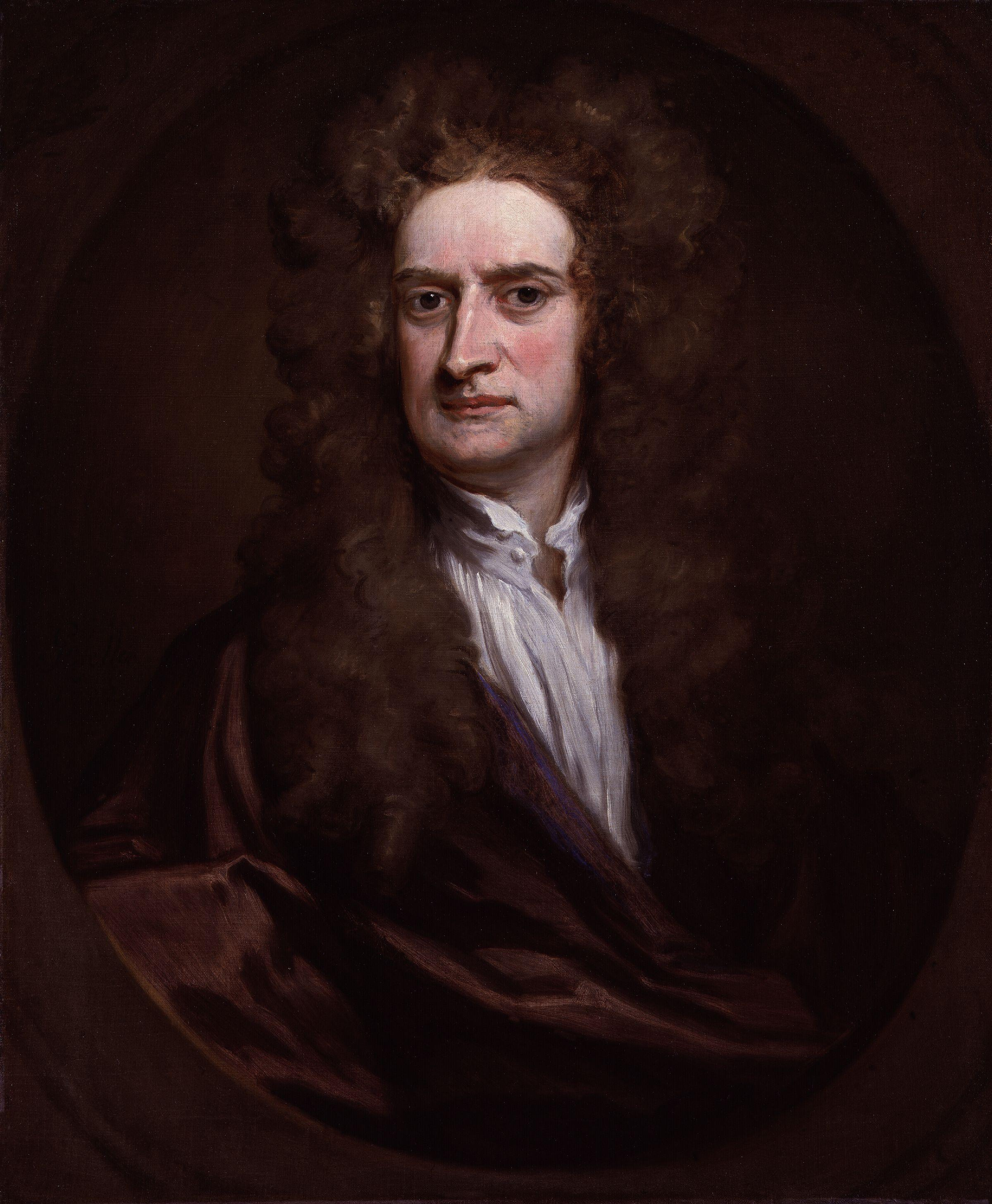
آیزاک نیوتن

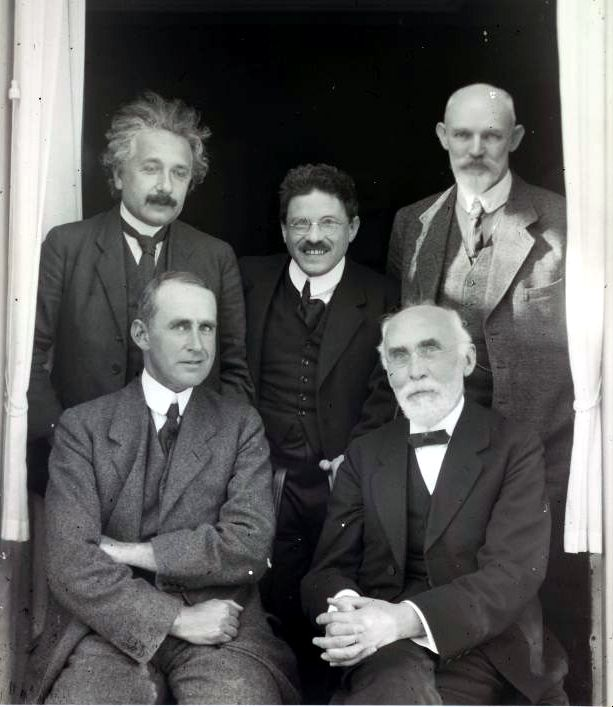
آلبرت انیشتین (بالا چپ) و آرتور ادینگتون (پایین چپ)در یک تصویر

هنگامی که ایزاک نیوتن نظریه گرانش را کشف کرد و قوانینی را مطرح کرد که حرکات اجسام را توضیح می‌داد، دربارهٔ چگونگی کارکرد طبیعت اشتباه نکرد، اما قانون جاذبهٔ او، کاملا صحیح و بدون اشکال هم نبود. خصوصا آنکه نیوتن توضیحی دربارهٔ علت و چرایی وجود جاذبه یا گرانش ارائه نداد. بدین جهت است که آن را بیشتر به عنوان قوانین نیوتن میشناسیم و نه نظریه‌های نیوتن.  در قرن بیستم، آلبرت انیشتین نظریه‌های نسبیت خاص و نسبیت عام را بیان کرد که نیروی گرانش را توضیح می‌داد و آن را به علت خم شدن فضا-زمان، تحت تأثیر اجرام بزرگ بیان می‌کرد. پس از ادعای انیشتین، آرتور ادینگتون نتیجه گرفت که اگر این ادعا درست باشد و فضا-زمان در اثر گرانش خم شود، پس باید نور هم در آن فضا-زمان خم شود. این فرضیه ای بود که ادینگتون از درون ادعای انیشتین استخراج کرد. ادینگتون این فرضیه را آزمایش کرد و با تصویر برداری از خورشید گرفتگی اثبات کرد که ستاره هایی که اطراف خورشید دیده می‌شوند، در زمان خورشید گرفتگی نزدیک تر به خورشید به نظر می‌رسند. او با این آزمایش، هم فرضیه خود مبنی بر خم شدن نور را تحت اثر گرانش اثبات نمود و هم ادعای نسبیت عام انیشتین را تأیید کرد و آن را تبدیل به نظریه نمود.  پس نظریه کاملتری از گرانش توسط اینشتین ارائه و تولید شد. در واقع، زمانی که شما با سرعت کمتری نسبت به سرعت نور حرکت کنید و فاصلهٔ مناسبی از آن داشته باشید، بسیاری از معادلات نسبیت خاص و نسبیت عام، به همان نتایج معادلات نیوتن می‌رسند و پاسخ‌ها در آن‌ها یکسان هستند. پس قوانین نیوتن نادرست نبود و او اشتباه نمی‌کرد، بلکه معادلات او در دایره و محدودهٔ کوچکتری از طبیعت پاسخگو بود و صدق می‌کرد.
باید در نظر داشت که تا قرن بیستم، تمامی فرضیه‌های علمی صحت قوانین نیوتن را تأیید می‌کردند و حتی امروزه نیز در سرعت‌های پایین تر از سرعت حدی، فرضیه‌های علمی نظریه‌های اینشتین و قوانین نیوتن را همزمان تأیید میکنند. این مثال، دقیقا نشان دهندهٔ شکل پیشرفت و تکامل و بهبود یک نظریه علمی است. همچنین نقش فرضیه‌های علمی در تأیید یا رد نظریه های علمی را نشان میدهد. این مثال تفاوت فرضیه و نظریه را نیز مشخص می‌کند و استقلال این دو مؤلفه علمی را تفهیم میسازد. در قرن بیستم با توجه به مشاهدات جدید در سرعت حدی فرضیاتی مطرح شدند که قوانین نیوتن نسبت به آن‌ها پاسخگو نبود. بنابراین نیاز به نظریهٔ کاملتری دیده شد که اینشتین آن را مطرح ساخت. باید توجه داشت که نظریه یا قوانین حرکت نیوتن در قرن هجدهم و نوزدهم و بیستم، موجب تحول جهان و تولید خودرو و هواپیما و پیدایش تمامی علوم مهندسی گردید. در واقع همچنان قوانین نیوتن هستند که در این علوم تدریس می‌شوند. پس یک نظریه که فرضیه‌های بسیاری بر اساس آن ساخته شده و مورد آزمایش قرار گرفته، به‌طور کل ابطال نمی‌شود زیرا بخشی از عملکرد طبیعت را به درستی نشان می‌دهد. کارکرد و عملکرد تمامی محصولات مهندسی شامل خودرو ها و ساختمان ها و هواپیما ها گواه این مطلب است.

## برخی از فرضیه‌ها
- فرضیهٔ چندجهانی
- فرضیهٔ گایا
- فرضیهٔ بازار کارا
- فرضیهٔ گام تصادفی
- فرضیهٔ پیوستار
- فرضیهٔ برخورد بزرگ
- فرضیهٔ سانسور کیهانی
- فرضیهٔ ساپیر-وورف
- فرضیهٔ مستند
- فرضیهٔ یوسیت